# جاسپر (ویرجینیا)
جاسپر (به انگلیسی: Jasper) یک منطقهٔ مسکونی در ایالات متحده آمریکا است که در شهرستان لی، ویرجینیا واقع شده‌است. جاسپر ۴۷۹٫۱۵ متر بالاتر از سطح دریا قرار دارد.